# John Linsley Hood
John Laurence Linsley-Hood (9. februar 1925 i Wandsworth, London, 11. marts 2004 i Taunton, Somerset) var en engelsk elektronikingeniør og designer af lydkomponenter.
Han blev uddannet på Reading School, Acton Polytechnic, Royal Technical College (Glasgow) og efter 2. Verdenskrig på Reading University. I 1942 sluttede Linsley-Hood sig til G.E.C. Research Laboratories på Wembley, arbejder på magnetronudvikling som juniormedlem af et team. Da han sluttede sig til RAF-flybesætningen i 1943, blev han overført til at arbejde på radar og arbejdede derefter med T.R.E. (Malvern) i udlandet. Efter at være vendt tilbage til universitetet sluttede Linsley-Hood sig til Windscale Research Laboratories fra Atomic Energy Authority. Han var ansvarlig for elektronikteamet i Research Laboratories of British Cellophane Ltd. fra 1954.
John Linsley-Hood huskes bedst af hi-fi-entusiaster for sin "Simple Class A Amplifier", som han udviklede for at give en god kvalitet, der kan sammenlignes med den klassiske Williamson-forstærker. Designet blev udgivet i Wireless World i 1969 (udgave april 1969, s. 148) og senere opdateret i 1996. Strømforsyning og forstærkeren er yderlig opdateret i 2000 og 2004.
Linsley-Hood skrev for en række magasiner og udgav bøger med diagrammer for lydkomponenter, herunder:
- The Art of Linear Electronics (Oxford, Butterworth-Heinemann, 1993)
- Audio Electronics (Oxford, Newnes, 1995)
- Valve and Transistor Audio Amplifiers (Oxford, Newnes, 1997)